# Pfingstsee
Der Pfingstsee ist ein See bei Pomellen im Landkreis Vorpommern-Greifswald in Mecklenburg-Vorpommern.
Das etwa 1,2 Hektar große Gewässer befindet sich im Gemeindegebiet von Nadrensee, einen Kilometer südwestlich vom Ortszentrum in Pomellen entfernt. Der See verfügt über keinen natürlichen Zu- oder Abfluss. Die maximale Ausdehnung des Pfingstsees beträgt etwa 250 mal 60 Meter.